# Wahlplakat

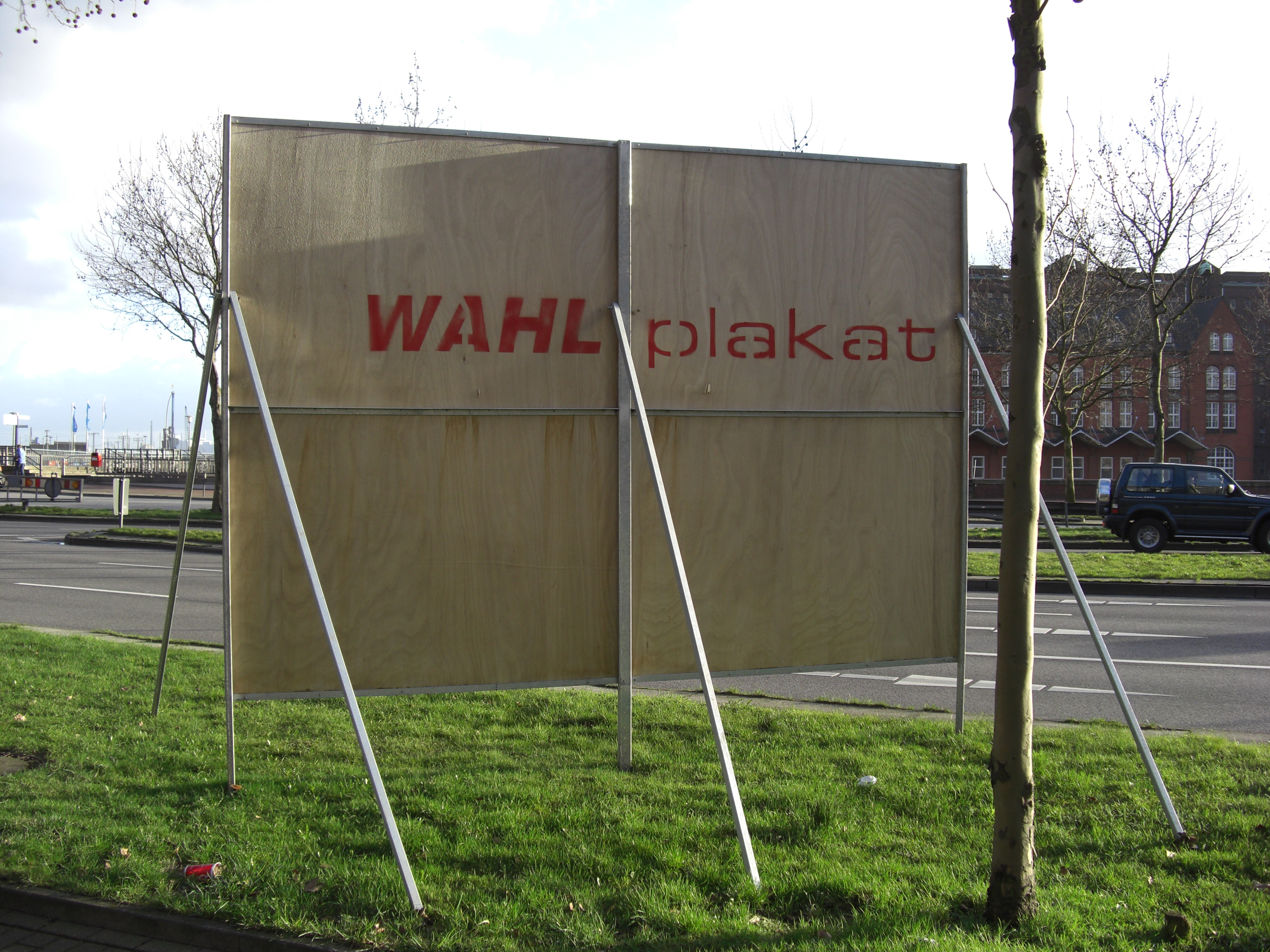
Großflächiges Wahlplakat von hinten

Vandalismus – Umkehrung der Wahlplakate in das Nichts des Universums – Dresden

Ein Wahlplakat ist eine von einer Partei während eines Wahlkampfes genutzte Form der Eigenwerbung und der Information, insbesondere bezüglich des Wahltermines. In der Regel beschränken sich Wahlplakate auf das Bild eines oder mehrerer Vertreter der jeweiligen Partei, ihres Logos sowie einen kurzen prägnanten Slogan. Häufig enthalten Wahlplakate Hinweise auf zusätzliche Informationsquellen für Wähler (z. B. Wahlveranstaltungen, Internetauftritt der Partei).
Unterscheiden lassen sich im Allgemeinen Großflächen- und Kleinflächenplakate.

## Großflächenplakate
Großflächenplakate werden vom Bundes- oder Landesverband der Partei hergestellt. In Wahlkämpfen kommen mobile Großflächen auf Plakatwänden, die nur für die Wahlkampfzeit aufgestellt werden, zum Einsatz. Eine Stahlrohrkonstruktion trägt die 2,90 mal 3,70 Meter großen wetterfesten Sperrholzplatten, die auch Wesselmänner genannt werden.
Ab ca. sechs Wochen vor der Wahl werden die Stellwände vor allem an Ausfallstraßen und auf großen Plätzen aufgestellt.
Die Plakate werden in der Regel von den Parteien geliefert und pro Wahlkampf meist drei- bis viermal ausgetauscht. Nach der Wahl werden die mobilen Großflächen, von denen es etwa 28.000 gibt, eingelagert. Außerhalb von Wahlkämpfen finden sie auch im kommerziellen Bereich Verwendung.

## Kleinflächenplakate

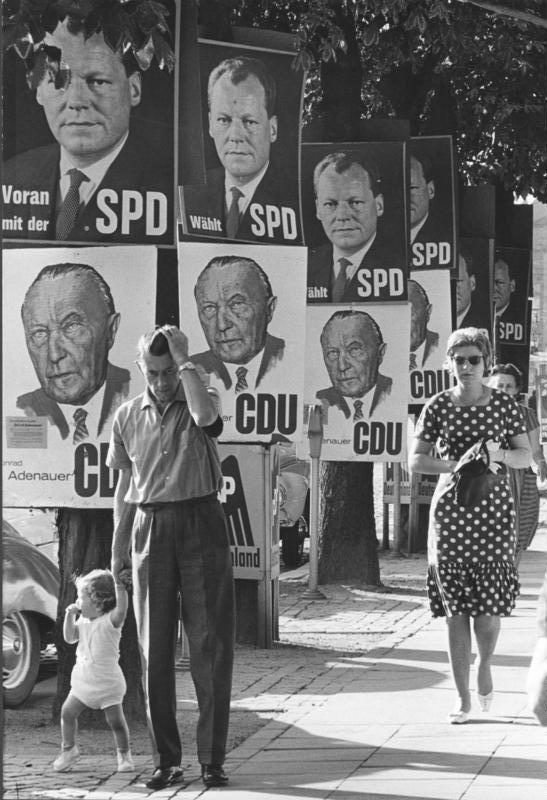
Wahlplakate im Bundestagswahlkampf 1961

Kleinflächenplakate werden häufig von Orts-, Kreis-  oder Landesverbänden hergestellt, um lokale Fragen zu thematisieren und Direktkandidaten vorzustellen, oder bundesweite Motive werden mit lokalen Slogans, Veranstaltungshinweisen u. ä. beklebt. Es finden vielfach auch Rahmenplakate Verwendung. Hierbei handelt es sich um Plakate, die zwar mit den Logos der Parteien bedruckt sind, aber noch keine Werbeaussagen tragen. Diese Leerflächen werden dann individuell mit lokalen Slogans oder Einladungen zu Wahlkampfveranstaltungen durch Aufkleber gefüllt.

## Störer

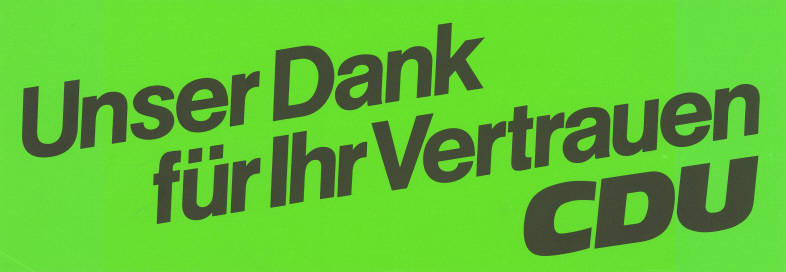
Beispiel für einen Störer: Nach der Wahl werden vielfach die Wahlplakate um einen farblich abweichenden Störer ergänzt, der für die Stimmen der Wähler dankt.

Als „Störer“ werden in Deutschland (meist farbig herausgehobene) Zusatzaufkleber auf die eigentlichen Plakate bezeichnet, die häufig in Ecken des Plakates diagonal angebracht werden. Diese Aufkleber stören den Gesamteindruck optisch und lenken dadurch die Aufmerksamkeit auf eine Zusatzbotschaft. Mit den Störern kann beispielsweise die Aussage des Plakates kurz vor der Wahl noch einmal geändert werden. Auch bietet der Störer die Möglichkeit, kurzfristig auf Änderungen zu reagieren. Typische Aussagen von Störern lauten „Wählen gehen!“ oder „Beide Stimmen für die Partei XY“. Vielfach erfolgt nach der Wahl das Anbringen eines Störers „Vielen Dank für Ihr Vertrauen“, mit dem sich die Partei für die Unterstützung ihrer Wähler bedankt.

## Formen und Material
Traditionell bestehen Wahlkampfplakate aus Papier, die meist – im Format A1 oder A2 – auf Hartfaser-Plakatträger geklebt und an Pfählen befestigt oder – im Format A0 oder A1 – auf Plakatständer aufgeklebt werden. Diese Plakatständer sind meist Platten mit 2 Latten als Standfüßen oder Dreiecksständer, die aus drei derartigen Elementen zusammengesetzt sind und um Laternenpfosten oder andere Pfähle herum aufgestellt werden.
Seit Mitte der 1990er Jahre werden zunehmend auch Polypropylen-Hohlkammerplakate verwendet. Diese bestehen aus wetterfesten Stegplatten (Hohlkammerplatten), die direkt bedruckt werden können, sodass kein Aufkleben von Papierplakaten auf den Träger mehr erforderlich ist. Die bedruckten Platten können dann beispielsweise mit Kabelbindern an Pfählen befestigt werden.

## Vandalismus
Wahlplakate werden immer wieder beschädigt oder von Dritten entfernt. Häufig finden sich Kritzeleien, die abgebildete Personen verfremden oder die Slogans der Parteien verändern. Der sogenannte „Wahlplakat-Vandalismus“ ist ein zunehmend verbreitetes Phänomen. Juristisch wird er als Sachbeschädigung oder Diebstahl fremden Eigentums eingestuft und kann polizeilich verfolgt werden.

## Rechtliches
Das Plakatieren im öffentlichen Raum bedarf der Sondernutzungserlaubnis. Das Erlaubnisverfahren soll sicherstellen, dass die zuständige Behörde Kenntnis von Ort, Dauer und Umfang der Plakatierung erhält, damit sie von vornherein erkennbare Störungen verhindern oder in zumutbaren Grenzen halten sowie die unterschiedlichen und teilweise gegenläufigen Nutzungsabsichten der Straßennutzer ausgleichen kann.
Die Bedeutung von Wahlen für einen demokratischen Staat und der Parteien schränken das behördliche Ermessen bei der Entscheidung über die Erlaubnis zum Aufstellen von Wahlplakaten durch Parteien so stark ein, dass im Regelfall ein Anspruch einer Partei auf Erlaubnis besteht. Die Sichtwerbung für Wahlen ist „heute zu den Mitteln im Wahlkampf der politischen Parteien“ und ist „zu einem wichtigen Bestandteil der Wahlvorbereitung in der heutigen Demokratie geworden“. Ein weiterer Aspekt ist die grundgesetzlich geforderte Chancengleichheit der Parteien. Eine selektive Genehmigung für einzelne Parteien ist unzulässig.
Einige Gemeinden sind dazu übergegangen, freies Plakatieren zu verbieten und im Gegenzug den Parteien Flächen wie abgebildet zur Plakatierung zur Verfügung zu stellen. Diese Ständer werden außerhalb des Wahlkampfes durch die Gemeinde abgebaut, so dass keine Störung des Ortsbildes entsteht.
Die Verbreitung von Fotografien von Wahlkampfplakaten mit Personenaufnahmen, egal welcher Parteien in Deutschland unterliegt, da diese nicht von Dauer sind, nach dem Urhebergesetz sowie nach aktueller Rechtsprechung (Stand 2021) nicht der Panoramafreiheit in Deutschland und dürfen damit nicht ohne Zustimmung des Urhebers und Fotografen verbreitet und veröffentlicht, sowie der Allgemeinheit im Bild zugänglich gemacht werden. (Siehe auch: COM:Poster)